# Stephon Marbury
Stephon Xavier Marbury (Brooklyn, New York, 20. veljače 1977.) američki je profesionalni košarkaš. Igra na poziciji razigravača, a trenutačno je slobodan igrač. Izabran je u 1. krugu (4. ukupno) NBA drafta 1996. od strane Milwaukee Bucks, ali je odmah proslijeđen u Minnesota Timberwolvese. Dvostruki je NBA All-Star i također je dva puta izabran u All-NBA treću petorku lige. Najveći dio svoje karijere proveo je kao član New York Knicksa. Posljednji klub za koji je nastupao bio je Boston Celtics.

## Rani život
Marbury je rođen kao šesto od sedmero djece na Coney Islandu, poluotoku Brooklyna u saveznoj državi New York. Pohađao je osnovnu školu PS 238, a kasnije srednju školu Abraham Lincoln High School. Često su ga oslovljavali kao sljedećim velikim razigravačem iz New Yorka i nadali su se da će nastaviti putem tada već igrača na zalasku karijere Marka Jacksona i Kennyja Andersona. Na prvoj godini srednje škole zajedno s još tri igrača s posljednje godine, bio je spomenut u knjizi Darcy Frey "The Last Shot".

## Sveučilište
Zajedno s budućim NBA zvijezdama Kevinom Garnettom, Shareef Abdur-Rahimom i Antawnom Jamisonom imenovan je na McDonald's All-American utakmicu 1995. godine. Tada je bio među pet najboljih srednjoškolaca u zemlji, a na nagovor trenera Georgia Techa Bobby Creminsa odlučio je pohađati njihovo sveučilište.
Na sveučilištu, Marbury je odlaskom Travisa Besta preuzeo ulogu startnog razigravača. Igrajući s budućim NBA igračima Mattom Harpringom i Drewom Barryjem, Marbury je predvodio Georgia Tech do omjera 24-12 i poraza od Cincinnatija 87:70 u regionalnom polufinalu NCAA lige. Kao freshman u prosjeku je postizao 18.9 poena i 4.5 asistencija. Associated Press uvrstio ga je u All-American treću petorku. Nakon završetka sezone najavio je odlazak na draft.

## NBA

### Minnesota Timberwolves
Izabran je kao 4. izbor NBA drafta 1996. od strane Milwaukee Bucksa, ali odmah je proslijeđen u Minnesota Timberwolves u zamjenu za prava drafta na Raya Allena i budući izbor prvog kruga drafta. U rookie sezoni prosječno je postizao 15.8 poena i 7.8 asistencija po utakmici, te je uvršten u All-Rookie prvu petorku. Zajedno s Garnettom, kasnije suigračem u Celticsima, predvodio je Timberwolvese do doigravanja 1997. i 1998. Nakon sukoba s trenerima uprava Timberwolvesa želježa je otkazato suradnju Marburyu, a njegov agent David Falk tijekom skraćene sezone 1998./99. zahtijevao je njegovu zamjenu u neku drugu NBA momčad. Marbury je u razmjeni tri kluba mijenjan u New Jersey Nets, Terrell Brandon napustio je Milwaukee i preselio se Minnesotu, dok je Sam Cassell iz Netsa otišao u Milwaukee.

### New Jersey Nets i Phoenix Suns
Dolaskom u New Jersey Netse doslovno je proigrao i postao All-Star zvijzeda. Uvršten je u All-NBA treću petorku 2000. godine i All-Star utakmicu 2001. godine. U veljači 2001. postigao je učinak karijere od 50 poena u porazu u produžetku od Los Angeles Lakersa. Marbury usprkos svojim individulanim priznanjima nikada Netse nije odveo u doigravanje. Završetkom sezone 2000./01. mijenjan je u Phoenix Sunse za Jasona Kidda. U dresu Sunsa 2003. godine po drugi puta u karijeri je izborio nastup na All-Star utakmici i uvršen je u All-NBA treću petorku. Zajedno s rookijem godine Amar'eom Stoudemireom i All-Starom Shawnom Marionom odveo je momčad u doigravanje, ali ondje su ispali u prvom krugu od San Antonio Spursa. U siječnju 2004. mijenjan je New York Knickse. Knicksi su u razmjeni uz Marburyja dobili Pennyja Hardawaya i Cezaryja Trybanskog, dok su u Phoenix poslali Antonija McDyessa i još tri igrača (Howard Eisley, Charlie Ward, Maciej Lampe), prava na Miloša Vujanića i gotovinu.

### New York Knicks
Tijekom sezone 2005./06. bio je u svađi s tadašnjim trenerom Knicksa Larryjem Brownom. Loša sezona Knicksa i javne prepirke s trenerom, Marburyu su uvelike naštetile u njegovoj popularnossti. Javni sukobi bili su glavni razlozi otpuštanja Browna na kraju sezone. Isiah Thomas preuzeo je ulogu trenera Knicksa i tijekom 2006./07. ostvario 33 pobjede u 82 utakmice, što je tri pobjede više u odnosu na prošlu sezonu.
Usprkso činjenici da je Marbury imao manje impresivnu statistiku u odnosu na prošle sezone, neki su tvrdili da je razlog nenapredovanja Knicksa u odnosu na prošlu sezonu Marburyeva sebičnost u igri.[nedostaje izvor] Početak sezone 2007./08. opet je bio buran za Knickse, a Marbury je ponovo bio uključen u javne prepirke, ovaj put s trenerom Thomasom. Nakon što je saznao da je maknut iz startne petorke, Marbury se izjasnio da želi napustiti momčad. Nakon samo jedne propuštene utakmice vraćen je u momčad Knicska. Loši odnosi s trenero i loša atmosfera u momčadi dovela je do 8 poraza Knicksa zaredom. Isto tako su postojali navodi da će biti mijenjan u neku drugu momčad. U veljači 2008. odigrao je posljendju utakmicu za Knickse jer se ozljedio i propustio ostatak sezone. Isiah Thomas zbog loših rezultata otpušen je iz kluba, a Mike D'Antoni preuzeo je ulogu novog trenera Knicksa.
D'Antoni je odmah zatražio dovođenje novog razigravača Chrisa Duhona i počela su nagađanja oko odlaska Marburya. Tijekom izbora za startnog razigravača, Duhon je pokazao zavidnu razinu forme dok je Marbury bio nespreman te je pomaknut na klupu. Zbog toga je ponovo došao u sukob s trenerom. Nakon što je u studenome 2008. odbio ući u igru protiv Detroit Pistonsa, vodstvo New York Knicksa suspendiralo ga je na jednu utakmicu i kaznilo s 400.000 dolara. Kada se našao u situaciji da ga trener neće koristiti do kraja sezone, Marbury je pokušao ishoditi dozvolu od Knicksa dali može trenirati s bivšom srednjoškolskom momčadi.
U veljači 2009. nakon tri mjeseca svađa na relaciji Knicks-Marbury konačno je došao kraj. Marbury je pristao na otkup ugovora nakon sastanka s predsjednikom Knicksa Donnie Walshom. Time je postao slobodan igrač i mogao je potražiti novi klub.

### Boston Celtics
Nakon što je postao slobodan igrač, postao je metom mnogih NBA klubova, od čega je najvećih interes dobio od prošlogodišnjih prvaka Boston Celticsa. Upravo su Celticsi odigrali ključnu ulogu u tome jer su već imali spremnu momčad za naslov prvaka, dok bi im Marbury dodatno povećao šanse u lovu na novi naslov. Iako se neznaju službeno detalji potpisanog ugovora, neki mediji su ipak rekli da je u pitanju veteranski minimum od 1,3 milijuna američkih dolara. Dobio je dres s brojem 8 i bio je zamjena za Rajona Ronda. Time je ponovo zaigrao u tandemu s Kevinom Garnettom. U debiju je protiv Indiana Pacersa za 13 minuta postigao 8 poena i 2 asistencije. Iako su ga Celticsi željeli zadržati sljedeće sezone, Marbury je odbio ponudu veteranskog minimuma od 1,3 milijuna dolara za sezonu, odlučivši pauzirati jednu godinu. No, izjavio je da nema nikakve namjere završiti karijeru, već se želi vratiti 2010.

## NBA statistika

### Regularni dio
| Godina    | Klub       | Odig. uta. | Uta. poč. | Min. | 2P%  | 3P%  | Sl. bac.% | Skok. | Asist. | Ukr. lop. | Blok. | Poena |
| --------- | ---------- | ---------- | --------- | ---- | ---- | ---- | --------- | ----- | ------ | --------- | ----- | ----- |
| 1996./97. | Minnesota  | 67         | 64        | 34.7 | .408 | .354 | .727      | 2.7   | 7.8    | 1.0       | .3    | 15.8  |
| 1997./98. | Minnesota  | 82         | 81        | 38.0 | .415 | .313 | .731      | 2.8   | 8.6    | 1.3       | .1    | 17.7  |
| 1998./99. | Minnesota  | 18         | 18        | 36.7 | .408 | .205 | .724      | 3.4   | 9.3    | 1.6       | .3    | 17.7  |
| 1998./99. | New Jersey | 31         | 31        | 39.8 | .439 | .367 | .832      | 2.6   | 8.7    | 1.0       | .1    | 23.4  |
| 1999./00. | New Jersey | 74         | 74        | 38.9 | .432 | .283 | .813      | 3.2   | 8.4    | 1.5       | .2    | 22.2  |
| 2000./01. | New Jersey | 67         | 67        | 38.2 | .441 | .328 | .790      | 3.1   | 7.6    | 1.2       | .1    | 23.9  |
| 2001./02. | Phoenix    | 82         | 80        | 38.9 | .442 | .286 | .781      | 3.2   | 8.1    | .9        | .2    | 20.4  |
| 2002./03. | Phoenix    | 81         | 81        | 40.0 | .439 | .301 | .803      | 3.2   | 8.1    | 1.3       | .2    | 22.3  |
| 2003./04. | Phoenix    | 34         | 34        | 41.6 | .432 | .314 | .795      | 3.4   | 8.3    | 1.9       | .2    | 20.8  |
| 2003./04. | New York   | 47         | 47        | 39.1 | .431 | .321 | .833      | 3.1   | 9.3    | 1.4       | .1    | 19.8  |
| 2004./05. | New York   | 82         | 82        | 40.0 | .462 | .354 | .834      | 3.0   | 8.1    | 1.5       | .1    | 21.7  |
| 2005./06. | New York   | 60         | 60        | 36.6 | .451 | .317 | .755      | 2.9   | 6.4    | 1.0       | .1    | 16.3  |
| 2006./07. | New York   | 74         | 74        | 37.1 | .415 | .357 | .769      | 2.9   | 5.4    | 1.0       | .1    | 16.4  |
| 2007./08. | New York   | 24         | 19        | 33.5 | .419 | .378 | .716      | 2.5   | 4.7    | .9        | .1    | 13.9  |
| 2008./09. | Boston     | 23         | 4         | 18.0 | .342 | .240 | .462      | 1.2   | 3.3    | .4        | .1    | 3.8   |
| Ukupno    |            | 846        | 816       | 37.7 | .433 | .325 | .784      | 3.0   | 7.6    | 1.2       | .1    | 19.3  |
| All-Star  |            | 2          | 0         | 16.5 | .500 | .400 | .500      | .5    | 5.0    | .0        | .0    | 8.0   |

### Doigravanje
| Godina    | Klub      | Odig. uta. | Uta. poč. | Min. | 2P%  | 3P%  | Sl. bac.% | Skok. | Asist. | Ukr. lop. | Blok. | Poena |
| --------- | --------- | ---------- | --------- | ---- | ---- | ---- | --------- | ----- | ------ | --------- | ----- | ----- |
| 1996./97. | Minnesota | 3          | 3         | 39.0 | .400 | .300 | .600      | 4.0   | 7.7    | .7        | .0    | 21.3  |
| 1997./98. | Minnesota | 5          | 5         | 41.8 | .306 | .280 | .783      | 3.2   | 7.6    | 2.4       | .0    | 13.8  |
| 2002./03. | Phoenix   | 6          | 6         | 45.3 | .375 | .227 | .758      | 4.0   | 5.7    | 1.2       | .0    | 22.0  |
| 2003./04. | New York  | 4          | 4         | 43.5 | .373 | .300 | .680      | 4.3   | 6.5    | 1.8       | .0    | 21.3  |
| 2008./09. | Boston    | 14         | 0         | 11.9 | .303 | .250 | 1.000     | .9    | 1.8    | .1        | .0    | 3.7   |
| Ukupno    |           | 32         | 18        | 29.3 | .355 | .273 | .750      | 2.6   | 4.6    | .9        | .0    | 12.6  |

## Vanjske poveznice
- Profil na NBA.com
- Profil  Arhivirana inačica izvorne stranice od 5. siječnja 2010. (Wayback Machine) na Basketball-Reference.com